# John Carter (personaj)

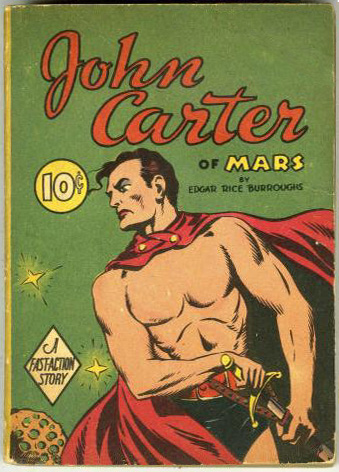
John Carter pe coperta din 1940 editată de Dell Fast Action

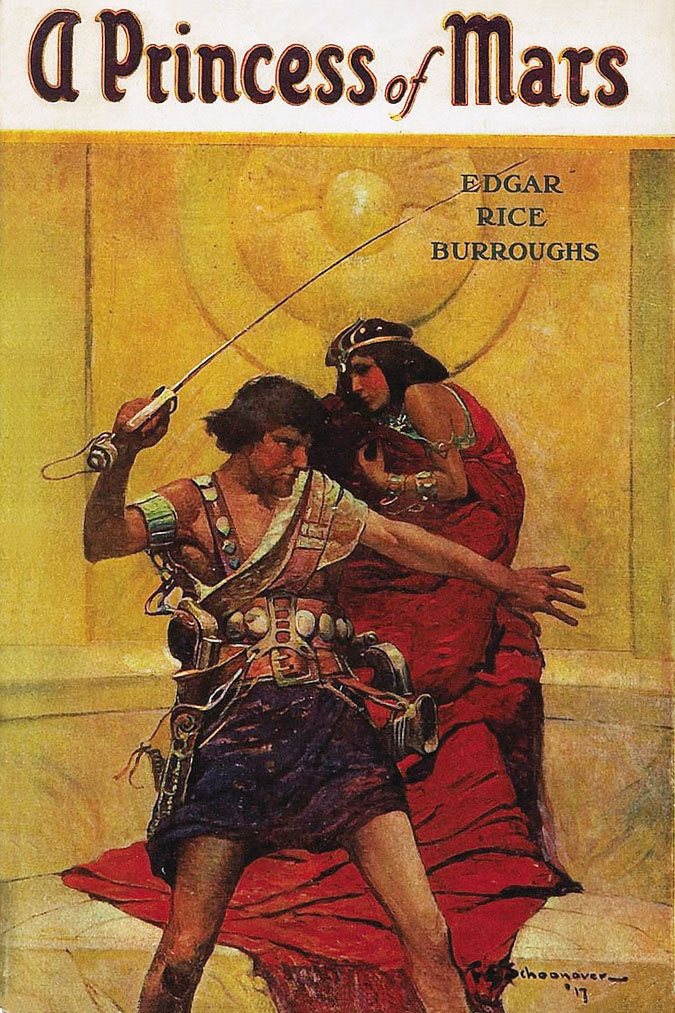
John Carter pe coperta din 1917 a romanului Prințesa marțiană

John Carter este un personaj fictiv creat de scriitorul american Edgar Rice Burroughs, care apare în seria sa de romane Barsoom. Deși este un virginian de pe Pământ și doar vizitator pe planeta Marte, el este uneori cunoscut și numit John Carter de pe Marte, deoarece aici sunt descrise cele mai multe întâmplări din viața sa.  